# ディーツ簡便法
ディーツ簡便法は、修正ディーツ法を簡素化し、すべてのキャッシュフローが期の真ん中で発生したと仮定した、時間加重収益率測定法。
ディーツ簡便法＝（当期末時価総額　-　前期末時価総額　-　下中のキャッシュフローの合計）÷（前期末時価総額+期中キャッシュフローの合計×1/2）